# Schloss Schwarzenreuth

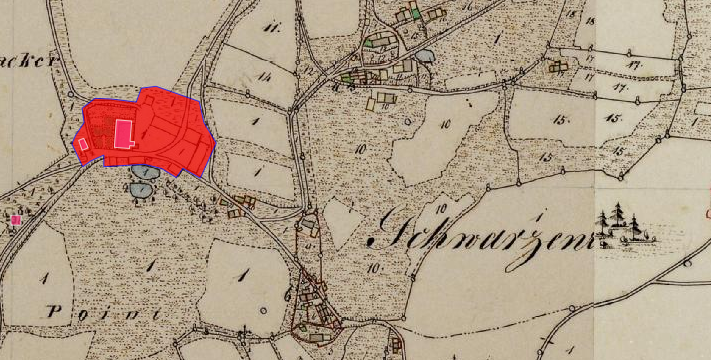
Lageplan von Schloss Schwarzenreuth auf dem Urkataster von Bayern

Das Schloss Schwarzenreuth steht in der Oberpfälzer Gemeinde Neusorg im Landkreis Tirschenreuth (Schwarzenreuth 1). Die Anlage wird als Bodendenkmal unter der Aktennummer D-3-6037-0056 im Bayernatlas als „archäologische Befunde der frühen Neuzeit im Bereich des ehem. Schlosses in Schwarzenreuth“ geführt. Ebenso ist sie unter der Aktennummer D-3-77-143-4 als denkmalgeschütztes Baudenkmal von Schwarzenreuth verzeichnet.

## Geschichte
Um 1200 wurde der Ort Schwarzenreuth erstmals erwähnt; damals ging der Kirchenzehent von Schwarzenrueth (Swartzreut, cum tota decima) nach Kulmain. Die Geschichte des Schlosses ist eng mit dem Geschlecht der Herren von Hirschberg verbunden. Dieses gelangte im 13. bis 15. Jahrhundert rund um das Fichtelgebirge zu beachtlicher Bedeutung. Ein „Ruderegus de Hirzperc“ wurde am 12. Oktober 1223 urkundlich erstmals genannt und zur fränkischen Ritterschaft gezählt. 1355 rückte dann auch der Sitz in Ebnath (Ebenöde) am Südrand des Fichtelgebirges in den Blickpunkt der historischen Aufzeichnungen. Die Gebrüder Arnold und Hannes (Hans) von Hirschberg kauften diese Veste Ebenöde (Ebnath) am 7. Mai 1335 von den Trautenbergern um 200 Pfund Heller. Eine Besonderheit der Familie der Hirschberger war, dass die Besitzungen trotz verschiedener Familienlinien immer gemeinsam verwaltet wurden. Die Familie der Hirschberger war von 1355 bis 1848 im Besitz von Schwarzenreuth.
Paul von Hirschberg (1472–1512) spielte im Landshuter Erbfolgekrieg eine bedeutende Rolle. Er schlug bei Schwarzenreuth am 8. August 1504 eine starke markgräflich-böhmische Streitmacht unter dem böhmischen Feldhauptmann Balthasar Pribisch in die Flucht und rettete so die Ebnather Burg und das Dorf Schwarzenreuth vor Plünderung und Verwüstung. Diesem Ereignis wird regelmäßig beim „Hirschberger Fähnlein“ gedacht, indem die Schlacht nachgestellt wird.
Nach dem Tode von Christof Ludwig von Hirschberg († 1595) wurden die zwei Sitze zu Ebnath und zu Schwarzenreuth eingerichtet. Eine Besitzteilung fand aber selbst während des Dreißigjährigen Krieges, in dem ein Hirschberger wegen „falscher Religion“ die Gegend verlassen musste, nicht statt. Hans von Hirschberg (1567–1630) baute 1605 in Schwarzenreuth das noch bestehende Schloss und so gelangte der Herrschaftsbesitz der Hirschberger zu dem Namen Ebnath-Schwarzenreuth. Ebnath und Schwarzenreuth waren jedes für sich immer kurpfälzische Mannlehen, wurden aber gemeinsam verwaltet. Am 14. Oktober 1799 wurden damit Franz Bernhard Graf von Hirschberg, die von seinem Bruder hinterlassenen Söhne Franz Amand, Josef und Franz von Hirschberg sowie die vier Söhne des verstorbenen Veit Christoph, Georg Franz, Paul Hermann, Judas Thaddäus und Karl Ferdinand von Hirschberg letztmals belehnt.
Der große geschlossene Kondominatsbesitz in Ebnath und Schwarzenreuth wurde am 1. Januar 1870 an die Grafen von Castell und Rüdenhausen verkauft, die 1935 den Besitz in Ebnath an die Forst AG Ebnath weiter veräußerten. Der heutige Schlossbesitzer ist der Landwirt Franz Kick aus Schwarzenreuth, der sich um die Renovierung des Schlosses bemüht.

## Baubeschreibung
Das 1605 erbaute Schloss ist ein zweigeschossiger, verputzter Bruchsteinbau mit einem hohen Satteldach. An der östlichen Längsfront befindet sich ein erkerartiger Vorbau. Das Renaissanceschloss besitzt Granitlaibungen mit der Jahreszahl 1605. Das Kellergeschoss des abgegangenen Ökonomiegebäudes hat einen Rundbogeneingang.